# Buckhead (Georgia)
Buckhead è un comune degli Stati Uniti d'America, situato nello Stato della Georgia, nella contea di Morgan.